# Pallacanestro Virtus Roma 2020-2021
Questa voce raccoglie le informazioni riguardanti la Pallacanestro Virtus Roma nelle competizioni ufficiali della stagione 2020-2021.

## Stagione
La stagione 2020-2021 della Pallacanestro Virtus Roma è la 37ª nel massimo campionato italiano di pallacanestro, la Serie A.
Il 10 dicembre viene comunicato dalla società la decisione di abbandonare il campionato di Serie A 2020-21 a causa di difficoltà economiche.

## Roster
Aggiornato al 17 luglio 2020.
| Virtus Roma 2020-21 | Virtus Roma 2020-21 |
| Giocatori           | Staff tecnico       |
| ------------------- | ------------------- |

| N. | Naz.                                                | Ruolo | Nome                 | Anno | Alt.   | Peso   |  |
| -- | --------------------------------------------------- | ----- | -------------------- | ---- | ------ | ------ |  |
| 0  | Bosnia ed Erzegovina (bandiera) · Italia (bandiera) | AG    | Damir Hadžić         | 1997 | 203 cm | 103 kg |  |
| 1  | San Marino (bandiera) · Italia (bandiera)           | AC    | Ygor Biordi          | 1996 | 204 cm | 100 kg |  |
| 9  | Stati Uniti (bandiera)                              | G     | Anthony Beane        | 1994 | 188 cm | 86 kg  |  |
| 12 | Italia (bandiera)                                   | GA    | Luca Campogrande     | 1996 | 198 cm | 90 kg  |  |
| 13 | Italia (bandiera)                                   | P     | Tommaso Baldasso (C) | 1998 | 191 cm | 90 kg  |  |
| 14 | Italia (bandiera)                                   | C     | Riccardo Cervi       | 1991 | 215 cm | 115 kg |  |
| 15 | Italia (bandiera)                                   | G     | Samuele Telesca      | 2003 | 190 cm | 78 kg  |  |
| 16 | Stati Uniti (bandiera)                              | C     | Dario Hunt           | 1989 | 203 cm | 104 kg |  |
| 17 | Montenegro (bandiera)                               | AC    | Nikola Tičić         | 2003 |        |        |  |
| 22 | Stati Uniti (bandiera)                              | PG    | Gerald Robinson      | 1989 | 185 cm | 77 kg  |  |
| 23 | Stati Uniti (bandiera)                              | A     | Chris Evans          | 1991 | 203 cm | 100 kg |  |
| 25 | Stati Uniti (bandiera)                              | G     | Liam Farley          | 1994 | 196 cm | 90 kg  |  |
| 28 | Italia (bandiera)                                   | G     | Gianmarco Iannicelli | 2002 |        |        |  |
| 29 | Italia (bandiera)                                   | P     | Pietro Nizza         | 2002 |        |        |  |
| 30 | Italia (bandiera)                                   | GA    | Nikola Jovanović     | 2003 |        |        |  |
| 99 | Stati Uniti (bandiera)                              | AG    | Jamil Wilson         | 1990 | 201 cm | 104 kg |  |

| Allenatore                                                                                        |
| - Piero Bucchi                                                                                    |
| Assistente/i                                                                                      |
| - Andrea Bonacina - Giuseppe Di Paolo Legenda - (C) Capitano - (IN) Inattivo - Infortunato Roster |

## Mercato

### Sessione estiva
| Acquisti | Acquisti         | Acquisti            | Acquisti   | Acquisti |
| R.       | Nome             | da                  | Modalità   |          |
| -------- | ---------------- | ------------------- | ---------- | -------- |
| GA       | Luca Campogrande | N.B. Brindisi       | svincolato |          |
| C        | Riccardo Cervi   | Pall. Trieste       | svincolato |          |
| A        | Chris Evans      | Orléans Loiret      | svincolato |          |
| PG       | Gerald Robinson  | Bursaspor           | svincolato |          |
| G        | Anthony Beane    | Spirou Charleroi    | svincolato |          |
| AG       | Damir Hadžić     | Flagler College     | svincolato |          |
| AC       | Ygor Biordi      | Gilbertina Soresina | svincolato |          |
| AG       | Jamil Wilson     | UNICS Kazan'        | svincolato |          |
| C        | Dario Hunt       | Mornar Bar          | svincolato |          |
| ALL      | Andrea Bonacina  | Juvecaserta         | svincolato |          |

| Cessioni | Cessioni           | Cessioni               | Cessioni       | Cessioni |
| R.       | Nome               | a                      | Modalità       |          |
| -------- | ------------------ | ---------------------- | -------------- | -------- |
| AG       | Amar Alibegović    | Virtus Bologna         | fine contratto |          |
| G        | Tomáš Kyzlink      | Pall. Reggiana         | fine contratto |          |
| AG       | Giovanni Pini      | Scaligera Verona       | fine contratto |          |
| P        | Corey Webster      | N.Z. Breakers          | fine contratto |          |
| ALL      | Daniele Michelutti | Basket Lecce           | fine contratto |          |
| G        | Jaylen Barford     | Al-Ittihad Alessandria | fine contratto |          |
| A        | James White        | Free agent             | fine contratto |          |
| C        | Davon Jefferson    | Free agent             | fine contratto |          |
| GA       | William Buford     | Free agent             | fine contratto |          |
| AC       | Kevin Cusenza      | Free agent             | fine contratto |          |
| G        | Giovanni Spinosa   | Free agent             | fine contratto |          |
| G        | Roberto Rullo      | Free agent             | fine contratto |          |